# Bosquerola cellablanca
La bosquerola cellablanca (Myiothlypis leucophrys) és un ocell de la família dels parúlids (Parulidae).

## Hàbitat i distribució
Viu entre la malesa del bosc de les terres baixes del centre del Brasil.